# Dennis James
Dennis James (ur. 24 sierpnia 1917, zm. 3 czerwca 1997) – amerykański gospodarz teleturnieju i osobowość telewizyjna.

## Wyróżnienia
Posiada swoją gwiazdę na Hollywoodzkiej Alei Gwiazd.